# St Helens, Australien
St Helens är en ort i Australien. Den ligger i kommunen Break O'Day och delstaten Tasmanien, i den sydöstra delen av landet, omkring 190 kilometer nordost om delstatshuvudstaden Hobart. Antalet invånare är 2 000.
Trakten runt St Helens är nära nog obefolkad, med mindre än två invånare per kvadratkilometer.. St Helens är det största samhället i trakten. 
I omgivningarna runt St Helens växer i huvudsak städsegrön lövskog. Genomsnittlig årsnederbörd är 925 millimeter. Den regnigaste månaden är november, med i genomsnitt 123 mm nederbörd, och den torraste är januari, med 42 mm nederbörd.